# Vânători, Galați
Vânători este satul de reședință al comunei cu același nume din județul Galați, Moldova, România.
În anul 1879 s-a întemeiat satul Vânători. La început satul se numea Foltanul după un întins foltan de mărăcini care acoperea împrejurimile satului și care constituia locul de întâlnire al vânătorilor din Galați. Toponimul Vînători vine în epoca modernă, probabil de la o locație de vânătoare care dispunea de un consistent fond cinegetic, ce a dispărut treptat, precum și pădurea/ codrul covurluian, tăiată intensiv.
 Acest articol despre o localitate din județul Galați este deocamdată un ciot. Puteți ajuta Wikipedia prin completarea lui.